# HSV Hamburg
Handball Sport Verein Hamburg is een handbalclub uit het Duitse Hamburg. De club speelt sinds 2017/18 in de Duitse 2. Handball-Bundesliga. De volledige naam van de club is Handball Sport Verein Hamburg e.V. of afgekort HSV Handball of nog simpeler HSV.

## Geschiedenis
HSV is een fusieclub tussen VfL Bad Schwartau en HSV Lübeck, die in 1999 samen gingen werken onder de naam Handball Sport Verein Hamburg.

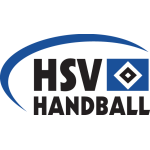
Oude logo HSV Handbal

## Erelijst
| Competitie           | Aantal | Jaren                  |
| -------------------- | ------ | ---------------------- |
| 'Internationaal      |        |                        |
| EHF Champions League | 1x     | 2012/13                |
| EHF Cup Winners’ Cup | 1x     | 2006/07                |
| Nationaal            |        |                        |
| Handball-Bundesliga  | 1x     | 2010/11                |
| DHB-Pokal            | 2x     | 2005/06, 2009/10       |
| DHB Supercup         | 4x     | 2004, 2006, 2009, 2010 |